# حيان الرويبض العربي (المفرق)
حيان الرويبض العربي منطقة سكنية تقع في لواء قصبة المفرق، محافظة المفرق في الأردن. تنتمي المنطقة لقضاء بلعما الذي يضم 17 منطقة. يقدر عدد سكانها بـ 1461 نسمة حسب إحصاء 2015.

## الوصلات الخارجية
- دائرة الاحصاءات العامة